# Кордон Слобода
Кордон Слобода — опустевший населенный пункт в Осташковском городском округе Тверской области.

## География
Находится в западной части Тверской области на расстоянии приблизительно 28 км на восток-северо-восток по прямой от города Осташков.

## История
На карте 1941 года здесь указана лесная сторожка, на карте 1974 года лесной кордон Слобода. До 2017 года входил в Святосельское сельское поселение Осташковского района до его упразднения.

## Население
Численность населения не была учтена как в 2002 году, так и в 2010.